# Ztratilať jsem milého
„Ztratilať jsem milého“ je staročeská milostná píseň, její původ je kladen do 2. poloviny 14. století. Bývá uváděna jako nejstarší dochovaný text české světské (nenáboženské) písně či jeden z nejstarších. Obsahem písně je dialog dívky s nestálým nápadníkem.

## Kontext a popis
Běžně nebývá zmiňováno, ve kterém prameni se text písně dochoval. Jan Jakubec pouze v souvislosti s takovými písněmi obecně konstatuje, že máme světské písně zaznamenány ve sbornících z 15. a 16. století.
Jan Jakubec řadí tyto milostné písně do kategorie umělé erotiky a přičítá je chudým studentům, kteří přejímali do svých skladeb osvěžující prvky lidové poezie, a řadí je mezi tzv. alby neboli svítáníčka, tj. písně, v nichž se milenci od sebe za svítání loučí, naříkajíce na bdělé stráže a na klevetníky. Píseň „Ztratilať jsem milého“ přitom jmenuje jako motiv, který zní již docela lidově. Václav Černý píseň zmiňuje jako dílo dvorské lyriky ovlivněné lidovou písní. Zatímco kurtoazní (dvorská) lyrika je zásadně poezií kořících se mužů a dáma o své lásce nemluví, v písni Ztratilať jsem milého o své lásce vypovídá dívka, v čemž je spatřován vliv původní české lidové písně. Z toho, že píseň má refrén, lze usuzovat, že byla písní taneční, blízkou domnělé původní syntéze zpěvu, hudby, tance a hry, tedy taneční zpěvohry, jejímž přirozeným jevištěm je lidová jarní slavnost. Jan Lehár zastával názor, že tato a další písně nemají s jarními slavnostmi nic společného, lze je zasadit do kterékoli roční doby a k dramatické realizaci dávaly minimum možností. Lehár rozbíjí teorii o zařazení starých českých milostných písní do dvorské lyriky, nachází v nich prvky ironické zábavy, která převrací společenské normy a zlehčuje oficiálně platné hodnoty, a hodnotí je jako písně, které nejsou ani součástí kurtoazní poezie, ani písněmi lidovými.
Píseň má strofický ráz aab, stejně jako další dvě starobylé české písně: „Račte poslúchati, co vám chci zpievati“ (o Štemberkovi) a „Chci já na pannu žalovać“.
Původní nápěv se nedochoval. Jedno zhudebnění vytvořil Oldřich František Korte ve svém cyklu Trobadorské zpěvy (studiová nahrávka dokončena v červnu 1973). Známější a rozšířenější je zhudebnění od Petra Ebena ze zpěvníku 6 písní Písně k loutně na středověkou milostnou poezii : zpěv a kytara (partitury vydal Supraphon  v roce 1979 v česko-německé verzi, v roce 1996 ve čtyřjazyčné verzi). Obvykle se v tomto provedení zpívají jen první čtyři nebo prvních šest slok. V roce 2008 Ebenovo zhudebnění nazpívala Magdalena Kožená pro album Songs My Mother Taught Me (vydal Deutsche Grammophon). S modifikací Ebenova zhudebnění vystupovala například zpěvačka Jitka Šuranská, která jej na albu Divé husy (Indies Scope, 2016) uvedla mezi moravskými lidovými písněmi a autora hudby nezmínila, resp. uvedla všechny písně jako lidové.

## Text
Staročeský text, jak je prezentován ve studijním materiálu Pedagogické fakulty Masarykovy univerzity:
Ztratilať jsem milého,

v tom srdci jediného.

Jměj sě dobřě, srdéčko!

Ztratila-lis milého,

pohledajž sobě jiného.

Jměj sě dobřě, srdéčko!

Když tomu nelzě jinak zdieti,

musíme sě dobřě jmieti.

Jměj sě dobřě, srdéčko!

Jáť sě, milý, dobřě jmám,

na tě srdéčkem vzpomínám.

Jměj sě dobřě, srdéčko!

Bielá ruožě prokvítá,

mně náděje nesvítá.

Jměj sě dobřě, srdéčko!

Natrhajme z ruožě květ,

milejší milý než vešken svět!

Jměj sě dobřě, srdéčko!

Ach muoj milý, mocný pane bože,

jinak to býti nemuože.

Jměj sě dobřě, srdéčko!

Ktož mi o tobě co propovie,

srdéčko mé velmi mútí.

Jměj sě dobřě, srdéčko!

Ach muoj milý přěvelmi zúfalý,

ne taks mi sliboval přěd mú milú matkú!

Jměj sě dobřě, srdéčko!

Ktož mezi námi to manželstvo zruší,

nesmiluj se, pane bože, nad tú duší!

Jměj sě dobřě, srdéčko!

Bóh tě žehnaj, má panno milá!

V mém srdci si sama jediná.

Jměj sě dobřě, srdéčko!